# Колинас-ду-Токантинс

Колинас-ду-Токантинс на карте штата.

Колинас-ду-Токантинс (порт. Colinas do Tocantins) — муниципалитет в Бразилии, входит в штат Токантинс. Составная часть мезорегиона Западный Токантинс. Входит в экономико-статистический микрорегион Арагуаина. Население составляет  30 838 человек на 2010 год. Занимает площадь 843,846 км². Плотность населения — 36,54 чел./км².

## История
Город основан 21 апреля 1960 года. 

## Демография
Согласно сведениям, собранным в ходе переписи 2010 г. Национальным институтом географии и статистики (IBGE), население муниципалитета составляет:
| Полное население                               | Полное население                               | Полное население                               | Полное население                               | 30 838 |
| ---------------------------------------------- | ---------------------------------------------- | ---------------------------------------------- | ---------------------------------------------- | ------ |
| в том числе:                                   | Городское население                            | 29 607                                         | Процент городского населения, %                | 96,01  |
|                                                | Сельское население                             | 1 231                                          | Процент сельского населения, %                 | 3,99   |
|                                                | Мужское население                              | 15 288                                         | Процент мужского населения, %                  | 49,58  |
|                                                | Женское население                              | 15 550                                         | Процент женского населения, %                  | 50,42  |
| Плотность населения, чел/км²                   | Плотность населения, чел/км²                   | Плотность населения, чел/км²                   | Плотность населения, чел/км²                   | 36,54  |
| Население муниципалитета в % к населению штата | Население муниципалитета в % к населению штата | Население муниципалитета в % к населению штата | Население муниципалитета в % к населению штата | 2,23   |

По данным оценки 2016 года население муниципалитета составляет 33 981 жителей.

## Статистика
- Валовой внутренний продукт на 2003 составляет 101.317.170,00 реалов (данные: Бразильский институт географии и статистики).
- Валовой внутренний продукт на душу населения на 2003 составляет 3.750,40 реалов (данные: Бразильский институт географии и статистики).
- Индекс развития человеческого потенциала на 2000 составляет 0,739 (данные: Программа развития ООН).

## Важнейшие населенные пункты
| № | Населённый пункт     | Населённый пункт (порт.) | Категория | Население чел. (2010) | На карте                       |
| - | -------------------- | ------------------------ | --------- | --------------------- | ------------------------------ |
| 1 | Колинас-ду-Токантинс | Colinas do Tocantins     | город     | 29 607                | 8°03′22″ ю. ш. 48°28′35″ з. д. |